# Боян Шаранов
Боян Шаранов е сръбски футболист, вратар.

## Кариера
Шаранов започва футболната си кариера в ОФК Белград. Играе за Маква Шабац, Бежаня и Рудар Плевля. През 2011 г. преминава в Макаби Хайфа, където играе 3 сезона. С израелския тим играе в груповата фаза на Лига Европа През 2015 г. подписва с гръцкия клуб Ерготелис, а от началото на 2016 г. играе за тима на Партизан (Белград).
През 2011 г. треньорът Владимир Петрович вика Шаранов в националния тим на Сърбия. Стражът дебютира за страната си на 3 юни 2011 г. срещу Южна Корея.